# Breslaus voetbalkampioenschap 1931/32
In 1931/32 werd het 25ste Breslaus voetbalkampioenschap gespeeld, dat georganiseerd werd door de Zuidoost-Duitse voetbalbond. Breslauer FV 06 werd kampioen en plaatste zich voor de Zuidoost-Duitse eindronde. Breslauer SC 08 ging naar de Midden-Silezische eindronde en kwam daarin rechtstreeks in de finale tegen SpVgg SSC Brieg en won.
Breslauer FV 06 werd vierde en Breslauer SC 08 tweede achter Beuthener SuSV 09. Na nog een play-off te spelen tegen VfB Liegnitz, de kampioen van de verliezersgroep, plaatste ook SC 08 zich voor de eindronde om de Duitse landstitel, waarin de club in de eerste ronde verloor van Holstein Kiel.

## A-Liga
| Plaats | Club                              | Wed. | W | G | V  | Saldo | Ptn   |
| ------ | --------------------------------- | ---- | - | - | -- | ----- | ----- |
| 1.     | Breslauer FV 06                   | 14   | 9 | 4 | 1  | 60:24 | 22:6  |
| 2.     | Breslauer SC 08                   | 14   | 7 | 3 | 4  | 41:26 | 17:11 |
| 3.     | Vereinigte Breslauer Sportfreunde | 14   | 7 | 3 | 4  | 39:27 | 17:11 |
| 4.     | SC Vorwärts Breslau               | 14   | 7 | 2 | 5  | 31:29 | 16:12 |
| 5.     | VSV Union Wacker 08 Breslau       | 14   | 5 | 5 | 4  | 37:37 | 15:13 |
| 6.     | SC Hertha Breslau                 | 14   | 5 | 0 | 9  | 41:59 | 10:18 |
| 7.     | VfB 1898 Breslau                  | 14   | 4 | 2 | 8  | 34:50 | 10:18 |
| 8.     | Breslauer SpVgg Komet 05          | 14   | 2 | 1 | 11 | 20:51 | 5:23  |

|  | Kampioen, geplaatst voor Zuidoost-Duitse eindronde |
|  | Play-off tweede plaats                             |
|  | Degradatie                                         |

Play-off tweede plaats

De winnaar gaat naar de Midden-Silezische eindronde.
|            |                 |       |                                   |         |
| 1 mei 1932 | Breslauer SC 08 | 3 – 2 | Vereinigte Breslauer Sportfreunde | Breslau |
| 1 mei 1932 |                 |       |                                   | Breslau |

## B-Liga
| Plaats | Club                       | Wed. | W  | G | V  | Saldo | Ptn   |
| ------ | -------------------------- | ---- | -- | - | -- | ----- | ----- |
| 1.     | SC Alemannia 1909 Breslau  | 16   | 13 | 1 | 2  | 53:13 | 27:05 |
| 2.     | SC Schlesien 1901 Breslau  | 16   | 10 | 2 | 4  | 39:26 | 22:10 |
| 3.     | SpVgg 1892 Breslau         | 16   | 7  | 3 | 6  | 26:23 | 17:15 |
| 4.     | SC Minerva-Rasenfreunde 09 | 16   | 8  | 1 | 7  | 29:40 | 17:15 |
| 5.     | SV Grüneiche 1924          | 16   | 7  | 2 | 7  | 31:31 | 16:16 |
| 6.     | SV Straßenbahn Breslau     | 16   | 6  | 4 | 6  | 27:35 | 16:16 |
| 7.     | PfL Breslau                | 16   | 7  | 1 | 8  | 32:33 | 15:17 |
| 8.     | VfR 1897 Breslau           | 16   | 5  | 1 | 10 | 30:44 | 11:21 |
| 9.     | RSV Schlesien Oels         | 16   | 1  | 1 | 14 | 23:45 | 03:29 |

|  | Promotie   |
|  | Degradatie |